# Jagoda Budzik
Jagoda Anna Budzik (ur. 1991 w Poznaniu) – polska hebraistka, teatrolożka, tłumaczka i nauczycielka akademicka. Naukowo zajmuje się tematyką Zagłady Żydów oraz literaturą hebrajską i kulturą izraelską.

## Życiorys
W 2013 roku ukończyła studia licencjackie z hebraistyki na Uniwersytecie im. Adama Mickiewicza w Poznaniu, a rok później studia teatrologiczne. Na przełomie 2014 i 2015 roku przebywała na Uniwersytecie Telawiwskim. W 2015 roku uzyskała stopień magistra hebraistyki na tej samej uczelni, a w 2019 roku stopień doktora nauk humanistycznych.
Od 2017 roku zatrudniona jest na Uniwersytecie Wrocławskim, pracuje w Katedrze Judaistyki im. Tadeusza Taubego Uniwersytetu Wrocławskiego.

## Publikacje
- Erec szam. Polska w narracjach izraelskiego trzeciego pokolenia po Zagładzie, Warszawa 2023.
- Jaakow Ha-Lewi Lewin, Wspomnienia z dni polskiego buntu, 1830-1831, Warszawa 2022. (wstęp, opracowanie, tłumaczenie)
- Work in progress. Konfrontacje trzeciego pokolenia po II wojnie światowej i Zagładzie, Kraków 2018. (redakcja)
- Jak się miewa bestia? Pięć dramatów o trzecim pokoleniu o Zagładzie, Kraków 2017. (wybór i opracowanie)

## Nagrody i wyróżnienia
Jest laureatką „Diamentowego Grantu” Ministerstwa Nauki i Szkolnictwa Wyższego, otrzymała także stypendium Ministra Nauki i Szkolnictwa Wyższego dla wybitnych młodych naukowców. W 2016 roku otrzymała stypendium The Clifford and Mary Corbridge Trust na University of Cambridge.
W 2024 roku została nagrodzona III nagrodą w konkursie Nagrody im. Józefa A. Gierowskiego i Chonego Shmeruka za publikację Erec szam. Polska w narracjach izraelskiego trzeciego pokolenia po Zagładzie.